# Исупов, Константин Владимирович
Константин Владимирович Исупов (род. 25 июля 1973, Тольятти, Куйбышевская область) — советский и российский хоккеист, нападающий. Мастер спорта России.

## Биография
Воспитанник тольяттинской «Лады». Начинал играть в команде второй лиги «Маяк» Куйбышев/Самара (1991—1992). За «Ладу» провёл пять матчей в переходном турнире 1991/92 и один матч в следующем сезоне. Играл за команды ЦСК ВВС Самара (1992/93 — 1996/97), «Прогресс» Глазов (1994/95), «Мариестад» и «Кристианстад» (обе — Швеция, 1997/98), «Дизель» Пенза (1998/99), «Нефтяник» Альметьевск (1998/99), «Воронеж» (1999/2000), «Липецк» (1999/2000 — 2000/01, 2002/03 — 2003/04, 2006/07), «Химволокно» Могилёв (Белоруссия, 2001/02), Мотор (2004/05 — 2005/06), «Дизель-2» Пенза (2006/07).
В 2020 году решением Арбитражного суда Самарской области признан несостоятельным (банкротом).